# Naha

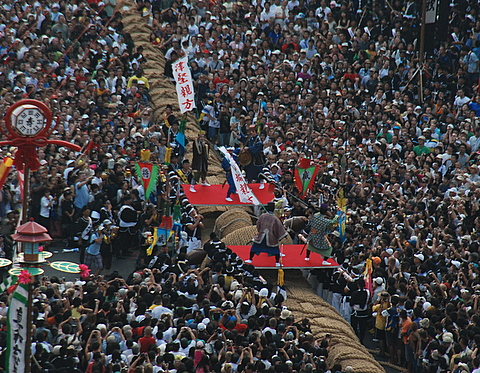
Festival, Naha

Naha (那覇市 Naha-shi?,  în limba locală: Naafa) este un municipiu din Japonia, centrul administrativ al prefecturii Okinawa.